# Soumitra Chatterjee
Pour les articles homonymes, voir Chatterjee.
Soumitra Chatterjee (bengali : সৌমিত্র চট্টোপাধ্যায়) est un acteur indien bengali né le 19 janvier 1935 à Calcutta et mort le 15 novembre 2020, dans la même ville. Il a joué dans de nombreux films de Satyajit Ray.

## Biographie
Soumitra Chatterjee est diplômé en littérature de l'université de Calcutta. Son premier film, Le Monde d'Apu (1959) est aussi sa première collaboration avec Satyajit Ray, et le début d'une collaboration qui se prolongera jusqu'aux années 1990. Outre sa carrière d'acteur de cinéma et de télévision, il est aussi acteur, auteur et metteur en scène de théâtre. Il écrit et récite également de la poésie. Le film documentaire Gaach (l'Arbre), réalisé par Catherine Berge, lui est consacré.

## Récompenses
Chatterjee a refusé la Padma Shri que lui avait décerné le gouvernement indien dans les années 1970. En 2004, il reçoit et accepte le Padma Bhushan, troisième plus haute distinction civile décernée par l'Inde. Il a été fait Officier des Arts et des Lettres. En 2012, il reçoit du gouvernement indien le prix Dadasaheb Phalke, récompense qui distingue chaque année une personnalité pour l'ensemble de sa contribution au cinéma indien.

## Filmographie

### Au cinéma
- 1959 : Le Monde d'Apu (Apur Sansar) de Satyajit Ray : Apurba Roy
- 1960 : Kshudista Pashan
- 1960 : La Déesse (Devi) de Satyajit Ray : Umaprasad
- 1961 : Trois filles (Teen Kanya) de Satyajit Ray : Amulya (segment Samapti)
- 1961 : Punasha
- 1961 : Jhinder Bandi : Senapoti
- 1962 : Atal Jaler Ahwan : Jayanta Choudhury
- 1962 : L'Expédition (Abhijaan) de Satyajit Ray : Narsingh
- 1963 : Saat Pake Bandha : Sukhendu
- 1964 : Charulata de Satyajit Ray : Amal
- 1965 : Le Lâche (Kapurush) de Satyajit Ray : Amitabha Roy
- 1965 : Kanch Kata Hirey
- 1965 : Ek Tuku Basa
- 1965 : Akash Kusum : Ajay Sarkar
- 1967 : Prastar Swakshar
- 1967 : Mahashweta
- 1968 : Baghini (en) de Bijay Bose : Chiranjib
- 1969 : Teen Bhuboner Porey : Subir / Montu
- 1969 : Parineeta d'Ajoy Kar : Shekhar
- 1969 : Aparachita : Sujit
- 1970 : Baksa Badal
- 1970 : Des jours et des nuits dans la forêt (Aranyer Din Ratri) de Satyajit Ray : Ashim
- 1971 : Malyadaan
- 1971 : Khunjey Berai
- 1972 : Stree : Sitapati
- 1973 : Basanata Bilap
- 1973 : Tonnerres lointains (Ashani Sanket) de Satyajit Ray : Gangacharan Chakravarti
- 1974 : La Forteresse d'or (Sonar Kella) de Satyajit Ray : Prodosh Mitra (Feluda)
- 1974 : Sangini
- 1974 : Asati
- 1974 : Jadi Jantem : Kaushik
- 1975 : Sansar Seemantey : Aghor
- 1976 : Datta : Naren
- 1979 : Le Dieu éléphant (Joi Baba Felunath) de Satyajit Ray : Prodosh Mitra (Feluda)
- 1979 : Naukadubi : Ramesh
- 1979 : Debdas de Dilip Roy : Debdas
- 1979 : Ganadevata : Debu Pandit
- 1980 : Le Royaume des diamants (Heerak Rajar Deshe) de Satyajit Ray : Pondit Moshai
- 1981 : Khelar Putul
- 1983 : Amar Geeti
- 1984 : Kony, de Saroj De : Kshitish Sinha
- 1984 : La Maison et le Monde (Ghare-Baire) de Satyajit Ray : Sandip Mukherjee
- 1986 : Shyam Saheb
- 1987 : Ekti Jiban
- 1988 : La Nuit bengali de Nicolas Klotz : Narendra Sen
- 1989 : Un ennemi du peuple (Ganashatru) de Satyajit Ray : Dr. Ashok Gupta
- 1990 : Les Branches de l'arbre (Shakha Proshakha) de Satyajit Ray : Prasahnto
- 1992 : Tahader Katha
- 1992 : Mahaprithivi : le mari
- 1994 : Wheel Chair : Le docteur paralysé
- 1994 : Uttoran : Dr. Sengupta
- 1994 : Sopan : Niranjan Chakraborty
- 1996 : Vrindavan Film Studios : Vishnu
- 1999 : Asukh : le père de Rohini
- 2000 : Paromitar Ek Din
- 2001 : Dekha : Sashi Bhusan Sanyal
- 2002 : Saanjhbatir Roopkathara : le père
- 2003 : Abar Aranye : Ashim
- 2003 : Patalghar : Aghor Sen
- 2004 : Schatten der Zeit : Ravi alt
- 2005 : Faltu : Potter
- 2005 : Nishijapon : Bimal Das
- 2005 : 15 Park Avenue
- 2006 : The Bong Connection
- 2006 : Podokkhep : Shashanka Palit

### À la télévision
- 2005 : Asamapto : Amarnath
- 2006 : Ankush : Somshankar